# Lex Licinia Mucia de civibus regundis
Licinia Mucia de civibus regundis (probablement el nom correcta seria Licinia Mucia de civibus redigundis), va ser una llei de l'antiga Roma aprovada en el consolat de Luci Licini Cras l'orador i Quint Muci Escevola, pontífex màxim, l'any 95 aC, que establia un examen estricte de la ciutadania i privava dels drets civils als que no en feien un bon ús. Davant de les peticions de ciutadania dels llatins i dels aliats, ordenava que hom fos retornat al poble o ciutat d'on era natural i que allí havia d'usar el dret que li correspongués com a socii. Aquesta llei va ser una de les causes de la guerra social, ja que va provocar que els aliats italians veiessin llunyana la possibilitat d'obtenir la ciutadania romana i va afavorir la seva revolta.